# Bernard Pautrat
Pour les articles homonymes, voir Pautrat.
Bernard Pautrat est un philosophe et traducteur français né en 1944.

## Biographie
Ancien élève de l'École normale supérieure (promotion 1962 Lettres), il a été reçu premier à l'agrégation de philosophie en 1966. 
Devenu en 1968 répétiteur, puis maître de conférences de philosophie à l'École normale supérieure, il y a retrouvé Louis Althusser et Jacques Derrida, dont il avait suivi l'enseignement entre 1962 et 1967.
Son travail s'inscrit dans l'articulation entre la philosophie, prise dans sa plus grande technicité, et la littérature.